# Ludwig (Orange)

Wappen des Hauses Chalon als Fürsten von Orange

Louis II. de Chalon genannt le Bon (* 1390; † 3. Dezember 1463) aus dem Haus Chalon war Fürst von Orange, Herr von Nozeroy, Orbe, Echellens, Grandson etc.

## Leben
Louis war der älteste Sohn von Jean III. de Chalon und Marie des Baux, Princesse d’Orange, der Erbin des Fürstentums Orange als Tochter des Fürsten Raimund V. des Baux und der Johanna von Genf. Zu Lebzeiten seines Vaters trug er den Titel eines Herrn von Arguel. 1417 erbte er von seiner Mutter das Fürstentum Orange, 1418 den Besitz seines Vaters.
Bereits in jungen Jahren wurde er von Königin Isabeau beauftragt, im Languedoc und der Guyenne die Orte zurückzuerobern, die von den Armagnacs besetzt gehalten wurden (siehe Bürgerkrieg der Armagnacs und Bourguignons). Seine kleine Armee trug schnelle Erfolge davon, wurde aber vom Grafen von Foix verdrängt. Ludwig stand dann loyal aber anscheinend skrupellos im Dienst des Herzogs von Burgund; er begab sich sogar in einen Konflikt mit Philipp den Guten um das kaiserliche Vikariat im Königreich Burgund, das ihm Kaiser Sigismund übertragen hatte. Der Dauphin konfiszierte daraufhin seine Lehen in der Dauphiné, die er aber 1428 als Verbündeter des Herzogs von Savoyen zurückeroberte, bevor er sie in der Folge der katastrophalen Niederlage in der Schlacht von Anthon am 11. Juni 1430, die ihm Raoul de Gaucourt, der Gouverneur der Dauphiné, beibrachte, wieder verlor.
Louis de Chalon war bei der Gründung des Ordens vom Goldenen Vlies (10. Januar 1430) zum Ordensritter nominiert worden, hatte aber zum Zeitpunkt der Schlacht von Anthon noch nicht den Aufnahmeeid geleistet; nach der Schlacht wurde ihm vorgeworfen, er habe in der Schlacht die Flucht ergriffen, und deswegen der Beitritt verweigert. Seine Beschwerde gegen die Entscheidung wies Herzog Philipp der Gute auf dem Ordenskapitel von 1431 zurück.
Louis de Chalon wechselte daraufhin die Seiten und Karl VII. gab ihm die Lehen 1432 gegen einen Treueeid wieder zurück. Am Tag nach dem Vertrag von Arras von 11. Dezember 1435 zog er sich aus der Politik zurück, um sich der Verwaltung seiner umfangreichen Ländereien zu widmen. Louis starb in seinem Schloss in Nozeroy am 3. Dezember 1463. Sein Sohn Guillaume folgte ihm als Fürst von Orange.

## Familie
Er heiratete im April 1411 (mit Dispens vom 10. Januar 1398) Jeanne de Montbéliard, Dame de Montfaucon et de Montbéliard, die Tochter von Heinrich II. von Montfaucon, Graf von Montbéliard, Herr von Orbe etc., mit der er einen Sohn hatte, Guillaume VIII. de Chalon (1415–1475), der Catherine de Bretagne heiratete, die Tochter von Richard d’Étampes. Jeanne starb am 14. Mai 1445.
Am 26. September 1446 heiratete er in zweiter Ehe Éléonore d’Armagnac (* 1423, † 6./11. Dezember 1456), Tochter von Jean IV., Comte d’Armagnac, und Isabella von Navarra, Tochter des Königs Karl III. Mit ihr hatte er vier Kinder:
- Louis (X 2. März 1476 in Schlacht von Grandson), Seigneur de Châtel-Guyon[2] und Ritter im Orden vom Goldenen Vlies
- Hugues († 1490), Seigneur d’Orbe et de Châtel-Guyon († 3. Juli 1490), der am 24. August 1479 die später seliggesprochene Luise von Savoyen heiratete (* 28. Dezember 1461, † 24. Juli 1503), Tochter des Herzogs Amadeus IX. von Savoyen und der Jolande von Frankreich, eine Tochter Königs Karls VII. Die Ehe wurde von König Ludwig XI. arrangiert.[3]
- Philippine († 1507), Nonne in Sainte-Clarisse d’Orbe
- Jeanne († 15. September 1483), die am 25. März 1472 Louis de Seyssel, Comte de la Chambre heiratete.

In dritter Ehe heiratete er Blanche de Gamaches († 14. Mai 1474), Tochter von Guillaume de Gamaches und Marguerite de Corbie, Witwe von Jean de Châtillon, Seigneur de Troissy.